# Geratiganabele, Anekal
Geratiganabele là một làng thuộc tehsil Anekal, huyện Bangalore Urban, bang Karnataka, Ấn Độ.